# Winnie Larsen-Jensen
Winnie Larsen-Jensen (født 19. marts 1954) er en dansk overlærer og tidligere politiker, der gennem 11 år var borgmester i Københavns Kommune, valgt for Socialdemokratiet.
Larsen-Jensen blev uddannet lærer fra Statsseminariet på Emdrupborg i 1978 og var frem til 1989 overlærer på københavnske folkeskoler. Hendes politiske karriere begyndte i 1978, da hun blev indvalgt i Københavns Borgerrepræsentation. I 1989 blev hun socialborgmester og i 1998 familie- og arbejdsmarkedsborgmester; en post, hun beholdt til 2001, hvor hun fortsatte som menigt medlem af Borgerrepræsentationen frem til 2005.
I 2007 forlod hun Socialdemokratiet i protest mod daværende overborgmester Ritt Bjerregaards ledelsesstil, men meldte sig ind i partiet igen i 2010 og tilkendegav sin støtte til overborgmester Frank Jensen. 
Winnie Larsen-Jensen var tidligere gift med Claus Larsen-Jensen, der også er politiker.